# Auguste Thomazi
Auguste Antoine Thomazi, né à Brest, le 11 janvier 1873 et mort à Toulon, le 1er février 1959, est un officier de marine, journaliste et historien de la marine français.

## Biographie
Fils d'Auguste Thomazi (1843-1903), officier de marine, et de Marie-Antoinette Duchateau, il entre à l'École navale en octobre 1889 et en sort aspirant de 1re classe en octobre 1892. Il embarque alors sur le cuirassé Victorieuse en escadre du Nord puis passe sur le croiseur Magon à la division de l'Atlantique. 
Enseigne de vaisseau (février 1895), il sert sur le Suffren en escadre du Nord puis sur le croiseur Troude en Méditerranée sur lequel il participe aux opérations de l'escadre internationale expédiée en Crète en 1896-1897. En 1897, il est sur le Wattignies puis en 1898 sur l'aviso-transport Saône et devient l'année suivante, officier torpilleur sur le croiseur D'Estrées. Il est ensuite chargé du service électricité du cuirassé Charlemagne en escadre du Nord et est nommé en 1900, second du sous-marin Gustave-Zédé à Toulon. 
Promu lieutenant de vaisseau en avril 1902, membre de la Commission supérieure d'expérience des torpilles à Toulon, il reçoit en 1904 le commandement du sous-marin Korrigan à Bizerte puis devient en 1906, professeur à l’École des apprentis torpilleurs sur le Magenta. 
Secrétaire de la section des bâtiments de défense au Comité technique de la marine (1907), il est attaché en 1910 au Bureau technique des torpilles à la Direction centrale de l'artillerie navale avant de commander le contre-torpilleur Flamberge en escadre de Méditerranée. 
Élève de l’École supérieure de marine (1912) dont il sort breveté, il est nommé en armée navale sur les cuirassés Suffren et Diderot et devient en 1914 aide de camp du contre-amiral président de la Commission permanente des essais. Secrétaire de la même commission et du Comité technique, il commande en 1915 le contre-torpilleur Durandal aux patrouilles de la Manche puis, capitaine de frégate (avril 1916), devient chef d'état-major de l'amiral Ronarc'h, commandant supérieur de la marine, dans la zone des armées du Nord à Dunkerque. 
Il reçoit en 1917 le commandement de la 5e escadrille de la division des patrouilles de Gascogne puis, en avril 1918, commande le Flamant et la 4e escadrille d'escorte. Sur le même bâtiment, il commande en 1919 la station de la Manche et de la mer du Nord et choisit de quitter le service actif en juillet 1920 pour se consacrer au journalisme et aux études historiques. 
Capitaine de vaisseau de réserve (février 1921), il travaille alors comme chroniqueur maritime au Figaro et, de 1924 à 1929, publie quatre volumes sur la guerre navale dans la zone des armées du Nord, en Adriatique, aux Dardanelles et en Méditerranée durant la Première Guerre mondiale. 
Il est élu à l'Académie de marine en novembre 1937.

## Publications
- La Marine française dans la grande guerre (1914-1918). La Guerre navale dans la zone des armées du Nord, 1925, prix Thérouanne de l’Académie française
- On a volé un transatlantique, 1928, prix Sobrier-Arnould de l’Académie française en 1929 (sous le pseudonyme de Henri Bernay)
- Le Secret de la Sunbeam Valley, 1928 (sous le pseudonyme de Henri Bernay)
- Memento de l'officier de quart, 1931
- Trafalgar, 1932, prix d’Académie de l’Académie française en 1933
- Les Marins à terre, 1933
- La Conquête de l'Indochine, 1934, prix Thérouanne de l’Académie française en 1935
- Les Flottes de l'or, histoire des galions d'Espagne, 1937, prix Bordin de l’Académie française en 1938
- Histoire de la navigation, 1941
- Les Expéditions polaires, 1942
- Marins bâtisseurs d'empire, 3 vol, 1946-1947
- Le Tragique Destin des cuirassés allemands, 1946, prix Lange de l’Académie française en 1947
- Sous-marins et croiseurs français, 1947
- Histoire de la pêche, 1947
- La Bataille de l'Atlantique, 1949, prix Général Muteau de l’Académie française en 1950
- Les Navires, 1950
- Napoléon et ses marins, 1950, prix d’Académie de l’Académie française en 1951

## Distinctions

### Décorations
- Commandeur de la Légion d'honneur (15 janvier 1930)
  -  Officier de la Légion d'honneur (14 juillet 1919)
    -  Chevalier de la Légion d'honneur (30 décembre 1905),

### Hommage
- Une rue de Brest porte son nom.